# 福永有利
福永 有利（ふくなが ありとし、1935年（昭和10年）5月8日 - 2015年（平成27年）5月6日）は、日本の法学者。専門は、民事訴訟法・破産法。神戸大学名誉教授、北海道大学名誉教授。元同志社大学教授。兵庫県加古川市生まれ。従四位瑞宝中綬章。
妻は、大阪大学教授（大学院高等司法研究科）の千葉恵美子。門下生に、 成城大学法学部教授の町村泰貴がいる。

## 経歴
- 1954年 - 兵庫県立兵庫高等学校卒業
- 1958年 - 神戸大学法学部卒業
- 1960年 - 関西大学法学部助手（神戸大学大学院在籍のまま）
- 1963年 - 神戸大学大学院法学研究科後期博士課程単位取得退学
- 1972年 - 関西大学法学部教授
- 1978年 - 広島大学政治経済学部教授（政治経済学部は、後に法学部と経済学部に分離改組）
- 1981年 - 北海道大学法学部教授
- 1991年 - 神戸大学法学部教授
- 1992年 - 北海道大学名誉教授
- 1999年 - 神戸大学名誉教授・帝塚山大学法政策学部教授
- 2003年 - 同志社大学法学部教授
- 2004年 - 同志社大学法科大学院教授

## 著書

### 単著
- 『民事執行法・民事保全法』（有斐閣、2007年）
- 『民事訴訟当事者論』（有斐閣、2004年）←主著
- 『倒産法研究』（信山社、2004年）
- 『新種・特殊契約と倒産法』（商事法務研究会、1988年）

### 共著
- 『アクチュアル民事の訴訟』（井上治典）（有斐閣、2005年）
- 『新民事の訴訟：ある医療過誤事件の展開』（井上治典）（悠々社、2000年）
- 『民事の訴訟：事例でみる手続きの展開』（井上治典）（悠々社、1996年）
- 『民事の訴訟：ある事件の発生から解決まで』（井上治典）（筑摩書房、1987年）
- 『破産法』（林屋礼二、上田徹一郎）（青林書院新社、1977年）

### 共編著
- 『民事訴訟法の史的展開：鈴木正裕先生古稀祝賀』（有斐閣、2002年）
- 『倒産実体法：改正のあり方を探る』（商事法務、2002年）
- 『注釈民事訴訟法（5）・（6）』（有斐閣、1998年）
- 『新種・特殊契約と倒産法』（商事法務研究会、1988年）
- 『当事者』（上田徹一郎）（弘文堂、1984年）